# Raymond Hatton
Raymond Hatton (ur. 7 lipca 1887, zm. 21 października 1971) – amerykański aktor filmowy i telewizyjny.

## Filmografia
seriale
- 1936: Undersea Kingdom jako Gasspon
- 1951: The Range Rider
- 1957: Maverick jako Stajenny
- 1959: Mr. Lucky jako Joe Horn
- 1960: Strzały w Dodge City jako Onie

film
- 1909: Was Justice Served? jako Juror
- 1914: Mąż Indianki jako pasterz
- 1915: Oszustka jako widz na sali sądowej (niewymieniony w czołówce)
- 1923: Dzwonnik z Notre Dame jako Pierre Gringoire
- 1925: In the Name of Love jako Marquis de Beausant
- 1925: Lord Jim jako Cornelius
- 1932: Polly z cyrku jako Downey
- 1933: Alicja w Krainie Czarów jako Mysz
- 1936: Jestem niewinny jako Hector
- 1937: Fordanserki jako prawnik Vanninga
- 1938: Andy Hardy zakochany jako Peter Dugan
- 1938: I'm from Missouri jako Darryl Coffee
- 1942: Pierre of the Plains jako Pete
- 1959: Alaska Passage jako Hank, poszukiwacz złota
- 1967: Z zimną krwią jako Stary autostopowicz

## Wyróżnienia
Posiada swoją gwiazdę na Hollywoodzkiej Alei Gwiazd.